# Flatscreen

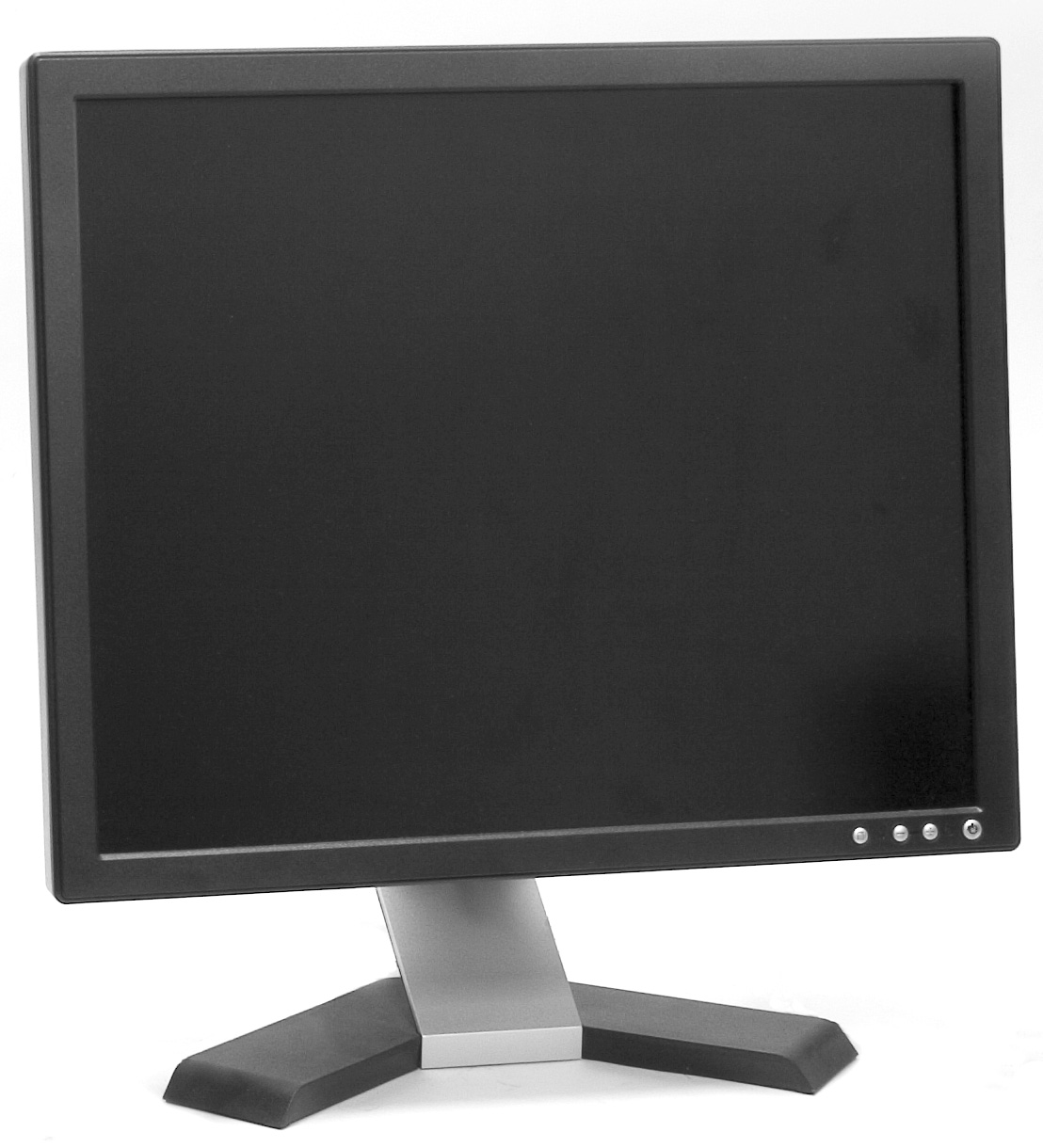
Flatscreencomputerscherm

Flatscreen is een Engelse term voor een televisie- of computerscherm met een vlak kijkoppervlak. Met name schermen van oudere televisies en computerschermen zijn lichtelijk gebold. Nieuwe lcd-schermen, maar ook CRT-schermen, hebben een vlak scherm. Voordelen van de flatscreen zijn ruimtebesparing, lager energieverbruik en een scherper beeld. Ook de hogere beeldresolutie is een eigenschap van de platte schermen.
Een flatscreen wordt verlicht door een backlight of fluorescentielamp waarin uv-licht van een gasontlading door een fluorescerende laag wordt omgezet in zichtbaar licht vanaf de achterkant van het daadwerkelijke beeld.
Vanaf de jaren 2010 kregen steeds meer beeldschermen led-technologie. Enkele voordelen hiervan zijn de helderheid, energieverbruik, duurzaamheid en beeldkwaliteit.

## Plasma versus lcd
Nadelen zijn dat een lcd-flatscreen een beperktere kijkhoek heeft dan een plasma-flatscreen. Bij plasma-flatscreens ondervindt men meer last van invallend licht.